# Mns Tanjong
Mns Tanjong is een bestuurslaag in het regentschap Aceh Utara van de provincie Atjeh, Indonesië. Mns Tanjong telt 419 inwoners (volkstelling 2010).